# Aymard z Cluny
Aymard z Cluny, znany również jako Aymardus z Cluny – był trzecim opatem Cluny. Jego wspomnienie przypada 5 października.

## Wybór na opata
Niewiele wiadomo o jego życiu, a jedyne odniesienia pochodzą z biografii Odona z Cluny lub Majola z Cluny.
Odo, drugi opat z Cluny, spędził dużo czasu we Włoszech w ciągu ostatnich pięciu lat swojego życia. Uważa się, że Aymard musiał zostać wyznaczony jako następca Odo w kierowaniu klasztorem w tym czasie, gdy go nie było.
Kiedy Odo zmarł w 942 roku, inni mnisi z Cluny chcieli, aby ich przeor, Hildebrand, został opatem, ale przeor odmówił, w związku z czym wybór padł na Aymarda. Podobno w dniu jego wyboru Aymard był widziany jak wchodził do klasztoru na koniu wiozącym ryby, a mnichów ten widok tak zaskoczył, że natychmiast wybrali go na opata.

## Opat Cluny
Podobnie jak jego poprzednicy – Odo i Bernon, Aymard również był oddany utrzymaniu Reguły św. Benedykta w oryginalnej formie. Jednak w przeciwieństwie do Odona, Aymard zwracał większą uwagę na sprawy materialne klasztoru i starał się w praktyczny sposób organizować otrzymywane przez klasztor dary. W okresie gdy Aymard był opatem, majątek klasztoru znacznie wzrósł, dzięki czemu mnich został zapamiętany jako posiadający dobre umiejętności organizacyjne w stosunku do wszystkich posiadłości, które były własnością klasztoru.
W tym okresie dwa dodatkowe klasztory znalazły się pod jurysdykcją opactwa: były to Celsiniacus (Sauxillanges) i opactwo Św. Amanda w pobliżu St Paul-Trois-Chateaux.

## Ślepota
W 954 roku, na jedenaście lat przed śmiercią, Aymard stracił wzrok i zrezygnował z funkcji opata. Mówiono, że zniósł swoją ślepotę bez najmniejszego narzekania na to.
Aymard wezwał mnichów, aby wybrali nowego opata, po czym nakazał im wybrać Majola z Cluny; tak też zrobili. Powiedział: „Będąc chorym, ślepym i wyczerpanym, nie mogę dłużej odpowiadać za interesy klasztoru ani czuwać nad jego dobrem. Powszechnie bowiem wiadomo, że nie tylko duch męstwa żołnierzy wywodzi się z ich rodzaju, a ich odwaga z jego wielkoduszności i odwagi, ale że jeśli on, ich przywódca, jest niedbały, oni również tracą swoją cnotę. Zdrowie całego ciała jest w głowie, a jeśli jest ona zdrowa, to także i członki są zdrowe. Jeśli król traci odwagę, wszyscy jego zwolennicy, nawet najsilniejsi i najbardziej męscy, zaczną się lękać niczym kobiety. Jeśli głowa jest zraniona, cierpi całe ciało. Teraz Ja, który prowadzę was w niebiańskiej milicji przed całym kościołem, czuwam nad waszą pomyślnością jako wasza głowa. Jestem stary, chory, ślepy i nie mogę dłużej zachowywać tej odpowiedzialności. Zachowujcie więc dyskrecję i wybierzcie ojca, który będzie was prowadził na drogę Bożą i jak słup światła w nocy zniewagi skieruje wasze kroki. Bo jeśli statek bez steru nie dopłynie do portu, to i wasze dusze – nie mając przewodnika – również tam nie dotrą.
Majol początkowo wahał się przez trzy dni, aby przyjąć stanowisko opata, ale w końcu zgodził się na to.
Po tym, jak Majol został opatem, Aymard spędził resztę swoich lat w ambulatorium. Opowieść o nim mówi, że pewnego dnia chciał kawałek sera i poprosił mnicha, aby poszedł do piwnicy po tę żywność. Mnich odpowiedział, że posiadanie tak wielu opatów jest uciążliwe i nie może wykonywać wszystkich ich poleceń. Następnie rozmyślał nad zniewagą i poprosił o zabranie go do kapitularza. Zbliżył się do Majola i powiedział: „Bracie Majolu, nie postawiłem cię nade mną, abyś mnie prześladował lub rozkazywał mi jako pan rozkazuje niewolnikowi, ale żebyś jako syn mógł mieć litość nad swoim ojcem”. i po wielu innych słowach powiedział: „Czyż nie jesteś mym mnichem?” Majol odpowiedział, że tak, więc Aymard powiedział: „Jeśli tak jest, zrezygnuj ze swojego miejsca i obejmij to, które miałeś dotychczas”. Majol natychmiast posłuchał i Aymard usiadł na krześle opata. Następnie oskarżył mnicha, który nie przyniósł mu kawałka sera i wezwał go do pokuty. Następnie wstał z krzesła opata i kazał Majolowi wrócić i usiąść na nim ponownie.
Imię Aymarda wciąż pojawia się w zapisach Cluny jako opata przez lata po jego rezygnacji, ale niewiele wiadomo na jego temat w tym okresie. Zmarł w 965 roku.